# عملة اليوبيل

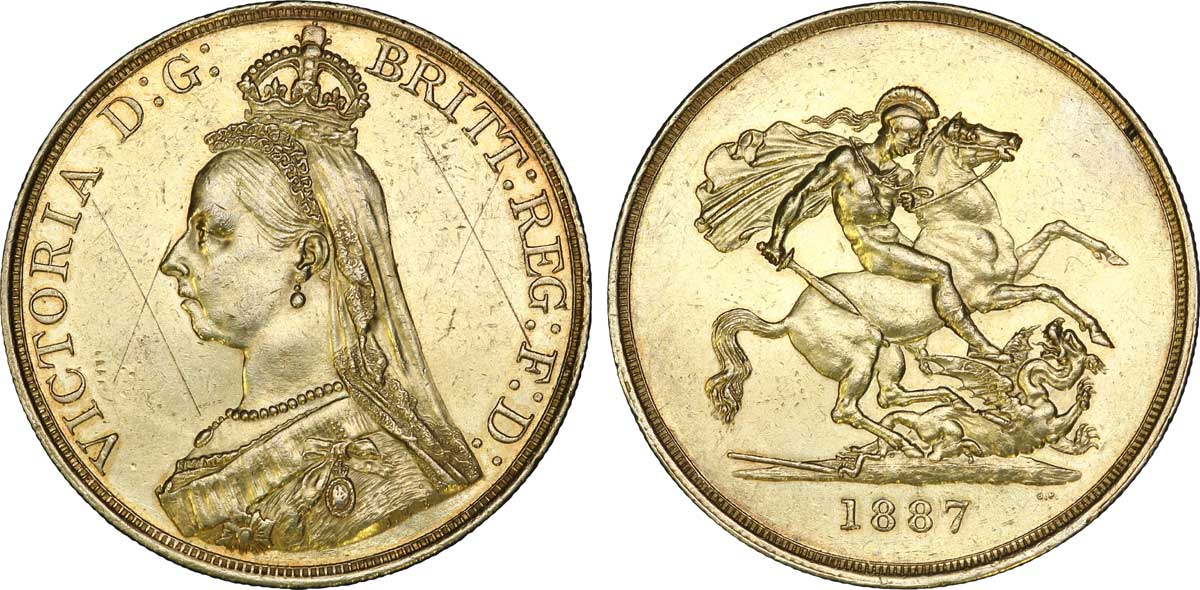
قطعة الخمسة جنيهات من عملة اليوبيل، مع صورة القديس جورج والتنين على الوجه الآخر من تصميم بينيديتو بيستروتشي

عملة اليوبيل أو عملة رأس اليوبيل هي عُملات معدنية بريطانية ذات وجه يَظهر عليه رسم للملكة فيكتوريا بواسطة جوزيف إدغار بوم. وضع التصميم على العُملات الفضية و الذهبية المتداولة بداية من عام 1887، وعلى العُملات المعدنية من نوع ماوندي بداية من عام 1888. كان تصوير فيكتوريا وهي ترتدي تاجًا صغيرًا للغاية بمثابة سخرية واسعة النطاق، واستُبدل في عام 1893. شهدت السلسلة الإصدار الكامل للفلورين المزدوج (1887-1890)، وفي عام 1888، كان آخر إصدار للتداول من الغروت، أو القطعة النقدية ذات الأربعة بنسات، على الرغم من إنها كانت مُخصصة للاستخدام في غيانا البريطانية. لم تُسك أي عُملات برونزية (البنسات و كسورها) بتصميم اليوبيل.
في عام 1879 اختير بوم لإنشاء تصوير جديد لفيكتوريا يمكن تعديله للعُملات المعدنية – على الرغم من إن الملكة احتفلت بعيد ميلادها الستين في نفس العام، إلا إن بعض العُملات البريطانية لا تزال تظهرها كما كانت قبل أربعين عامًا. ولم يبد بوم اهتماما كبيرا بالمشروع، واستغرق الأمر سنوات قبل أن يصل إلى مرحلة النضج. و أخيرًا أعطت الملكة موافقتها في أوائل عام 1887، وعُدت العُملة الجديدة. غُيرت بعض التصاميم العكسية للعُملات المعدنية في نفس الوقت، حيث تصور صورًا شعاريه ونقشها ليونارد تشارلز واين.
عندما صدرت العُملات المعدنية الجديدة في يونيو/حزيران 1887، أثبتت إنها تذكار شعبي للاحتفال باليوبيل الذهبي للملكة فيكتوريا، ولكنها تعرضت لانتقادات بسبب التاج الصغير، ولأن التصميمات العكسية لم تُحدد قيمة العُملة المعدنية. وقد ذُهبت العُملة المعدنية من فئة الستة بنسات من قبل المحتالين لتمريرها على أنها نصف سيادي، وسُحبت بسرعة من قبل دار السك الملكية، والتي استأنفت تصميمها الخلفي القديم (الذي يوضح قيمتها)، مع تعديل طفيف. بدأت سلطات دار السك الملكية في التفكير في استبدال إصدار اليوبيل في غضون عام من إصداره، وربما تَسارعت هذه الخطوة بسبب وفاة بوم في عام 1890. نشأت لجنة لدراسة البدائل، وبدأ سك عملة Old Head، ذات الوجه الأمامي الذي ابتكره توماس بروك، في عام 1893.

## الخلفية والإعداد

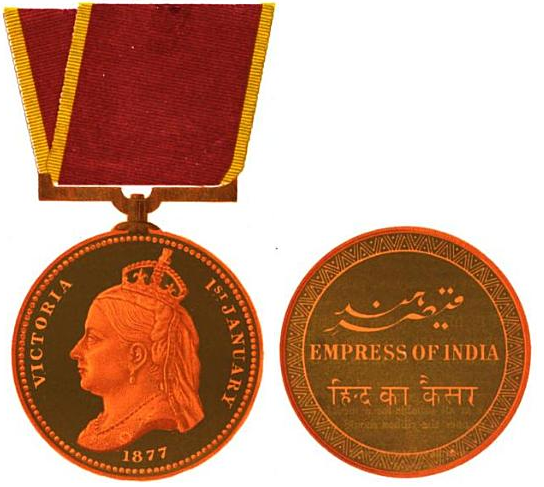
وسام إمبراطورة الهند لعام 1877 يصور فيكتوريا مع تاج صغير.

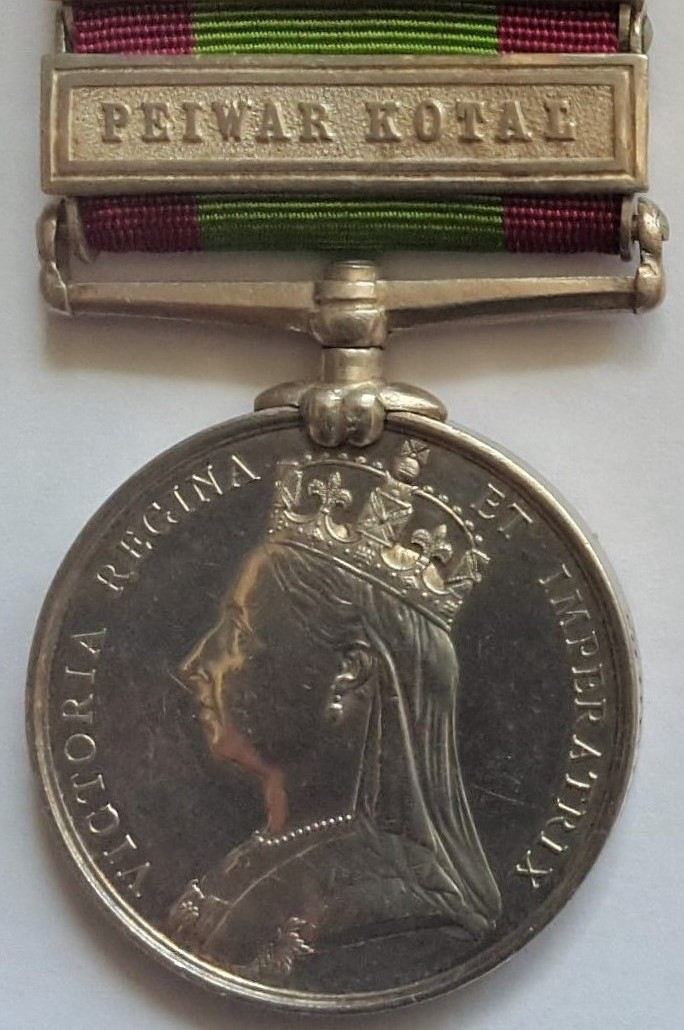
ميدالية بوم أفغانستان (1881)

بحلول أواخر سبعينيات القرن التاسع عشر، كانت معظم فئات العُملات البريطانية تحمل نسخًا من التصميم الأمامي الذي يظهر الملكة فيكتوريا والذي ابتكره ويليام واين وقُدم لأول مرة في عام 1838، بعد عام من توليها العرش في سن الثامنة عشرة. لم تعد الملكة، التي اقتربت من عيد ميلادها الستين، تشبه تصويرها النقدي؛ في فبراير 1879، أبلغ السكرتير الخاص للملكة، السير هنري بونسونبي، نائب رئيس دار سك العُملة الملكية، تشارلز فريمانتل، إن جوزيف إدغار بوم قد عُين لإنتاج صورة ميدالية للملكة يُمكن تَعديلها لأغراض سك العُملات. ولد بوم في النمسا، وتلقى تدريبًا كحائز على ميداليات وقام بالعديد من المهام النحتية للعائلة المالكة.
لم يكن هناك موعد نهائي لإنجاز العُمل، وكان بوم في أغلب الأحيان يضع الصورة جانباً لصالح مشاريع أكثر إلحاحاً. في يونيو/حزيران 1879، سجلت فيكتوريا في مذكراتها أنها "جلست إلى بوم لإنجاز نقش بارز"، وفي أغسطس/آب، كتب بونسونبي إلى فريمانتل إن الرأس قد انتهى منه، مما دفع نائب الرئيس إلى المشاركة بشكل أكبر في المشروع. ومع ذلك، في نوفمبر/تشرين الثاني، كتب بوم اعتذارا عن عدم إحرازه أي تقدم. وكتب مرة أخرى في الأول من يناير/كانون الثاني 1880، مشيراً إلى أنه أكمل عدة نماذج صغيرة، و ذكر تاجاً صغيراً وضعه على رأس فيكتوريا. على الرغم من أن هذا قد يكون مشابهًا في الأسلوب لميدالية إمبراطورة الهند لعام 1877، إلا أن فريمانتل كان يشك في غطاء الرأس و كتب إلى تشارلز فرانسيس كيري في المتحف البريطاني متسائلاً عما إذا كانت هناك سابقة في علم العُملات لهذا. أجاب كيري إنه "في حالة العُملات اليونانية، لا داعي لإضافة أن التيجان توضع كما لو كانت مخصصة للارتداء وليس للسقوط عند أدنى حركة".
في يناير/كانون الثاني 1880، شاهدت ابنة الملكة، الأميرة لويز، عمل بوم، واقترحت تاجًا أكبر، وفي 20 فبراير/شباط، قامت فيكتوريا بزيارة للنحات، ووافقت على التاج المنقح. زار فريمانتل بوم بعد ثلاثة أيام، وكان لا يزال يَشعر بالقلق بشأن التاج، فطلب المشورة من برج لندن ومن كلية الأسلحة. جلست فيكتوريا أمام بوم مرة أخرى في 28 فبراير، و تقدم العمل إلى النقطة التي اقترح فيها فريمانتل أن يقوم مصمم ونقّاش دار سك العُملة الملكية، ليونارد تشارلز واين (ابن ويليام)، بإعداد قوالب العُملات الفولاذية. وقد فَعل واين ذلك، وسُكت العُملات المعدنية النمطية عدة مرات على مدى السنوات الثلاث التالية، ولكن لم يرق أي إصدار منها إلى رضا جميع المعنيين. استخدم تصميم بوم، الذي يتضمن تاجًا يناسب رأس فيكتوريا، في ميدالية أفغانستان (1881). في نهاية عام 1882، اقترح فريمانتل على بوم إن هناك حاجة إلى بداية جديدة تمامًا، ووافق النحات، الذي كان مشغولًا بمهام أخرى، على الاقتراح.
لم يكن واين مشاركًا في البداية في هذه المحاولة الثانية، ودعا بوم النحات الفينيسي Carl Radnitzky [الإنجليزية]
، الذي تدرب تحت إشرافه. صرح رادنيتزكي أنه قام ببعض الأعمال من قبل أحد طلابه، الذي لا تُعرف هويته؛ في حين إن العمل قد يكون في الواقع من إنجاز رادنيتزكي نفسه. في أغسطس/آب 1884، طلب فريمانتل من وزير الخزانة هيو تشايلدرز أن يُظهر نصف التاج النموذجي إلى فيكتوريا، التي اعتبرته تشابهًا جيدًا ولكنها انتقدت سقوط الحجاب على العُملة، ذَكرت أنها تفضل العُملات المعدنية الموجودة. بحلول هذا الوقت، وضع التاج الأصغر على صورتها مرة أخرى. جرت بعض المراجعات، وإرسل المزيد من القوالب من فيينا. في عام 1885 انضم ليونارد واين مرة أخرى إلى المشروع، في يناير 1886، وافق فريمانتل على دفع مبلغ 200 جنيه إسترليني (210 جنيهات إسترلينية) إلى بوم مقابل عُمله حتى الآن، قد أرسل الكثير من هذا المبلغ على الأرجح إلى رادنيتزكي. بحلول شهر يونيو من ذلك العام، كان المشروع قد تقدم بما فيه الكفاية لِدرجة أن فريمانتل أخبر بوم أنه سيكون من المرغوب فيه أن تكون العُملات المعدنية الجديدة متاحة للاحتفال باليوبيل الذهبي للملكة فيكتوريا في عام 1887. وافقت الملكة على التمثال الجديد في يوليو/تموز، عندما جلست أمام بوم مرة أخرى. دفع تقرير الجلسة في النشرة الدورية للمحكمة واين، الذي كان يفضل أن يقوم بتصميم بنفسه، إلى الكتابة بحزن إلى فريمانتل. كانت هناك حاجة إلى مزيد من المراجعات، لم يُوافق على العُملات المعدنية إلا في مارس 1887 من قبل المستشار الجديد جورج جوشين، اعدت قوالبها من نماذج بوم بواسطة واين. وقد عُرضت بعد ذلك للموافقة عليها من قبل فيكتوريا، التي أعطت موافقتها، على الرغم من مقاومة فريمانتل لأملها في أن تحمل العُملات المعدنية بعض المؤشرات على اليوبيل، حيث كان يرغب في إرسال القوالب في البريد التالي إلى فروع دار سك العُملة الأسترالية. وذكر إنه بما إن هذه العُملات سُكت لأول مرة في عام اليوبيل، فإنها ستظل دائمًا "مُرتبطة بِفكرة اليوبيل".

## التصاميم

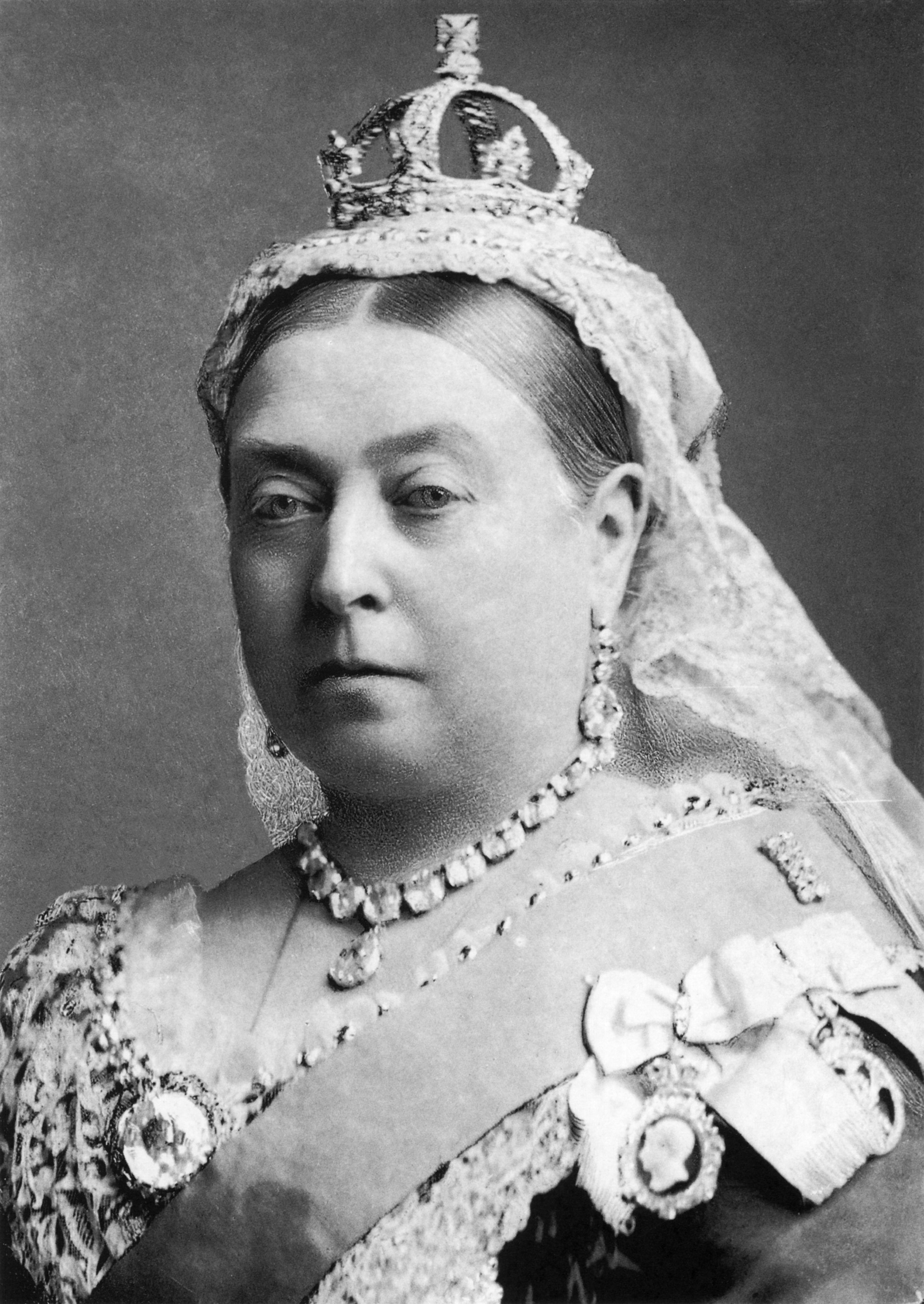
فيكتوريا ترتدي تاجها الماسي الصغير

على وجه عُملة اليوبيل، ترتدي فيكتوريا تاجها الماسي الصغير، الذي اشترته حتى لا تضطر إلى ارتداء تاج أثقل. هذا التاج الذي تفضل ارتداءه في ذلك الوقت، ويَظهر على تماثيل أخرى معاصرة لها. مع ذلك، سرعان ما أصبح مثيرًا للجدل؛ كما كتب المؤلفان المتخصصان في علم العُملات، جي بي داير و بي بي جاسبار في كتابهما "تأريخ جديد للدار الملكية للسك"، "كانت صورة بوم، مع تاجها الصغير الذي كان معرضًا لخطر السقوط من مؤخرة رأس الملكة، محل انتقادات شديدة". اعتبر السير جون كريج في كتابه التاريخي السابق، The Mint، إن تأثير التاج الصغير على رأس فيكتوريا "سخيف". قد ذكر كيفن كلانسي في تأريخه للعُملة السيادية:
وجود التاج الصغير، الذي كانت فيكتوريا تحب ارتداءه فعلاً، غالباً ما يُذكر كأكبر عيب في التكوين، ولكنه لم يكن الرابط الضعيف الوحيد. قد يكون بوهيم، النحات الماهر، قد قصد أن يكون هناك شبه دقيق، لكن عناصر التاج و طرحة الأرملة و القطع المفرط لتمثالها، لفتت الانتباه إلى ملامح فيكتوريا المدببة.
اعتبر عالم العُملات هوارد لاينيكار إن العُملة المعدنية التي تحمل رأس اليوبيل "محافظة في التصميم، باستثناء ذلك التمثال النصفي المؤسف". قال ريتشارد لوبيل، في كتالوج كوينكرافت القياسي للعملات الإنجليزية و البريطانية، إن "التاج الصغير الموضوع على مؤخرة رأس الملكة جعلها تبدو حمقاء بعض الشيء". يصف أندريه سيلتيل و سفين إتش. جولبيك، في كتابهما عن الملك وأسلافه، رأس اليوبيل بأنه "ربما يكون الأقل إطراءً بين صور العُملات المعدنية لفيكتوريا، حيث يُصور ملكة في منتصف العمر تبدو ممتلئة الجسم وتَرتدي تاجًا صغيرًا بشكل غير متناسب فوق حجاب أرملة". وقد أوضح كاتب العُملات ستيفن سكيليرن إن "صورة اليوبيل للملكة لم تحاول إخفاء أو تخفيف آثار الزمن على وجه الملكة العجوز". وفي عام 1985، اتخذ عالم العُملات لورانس دبليو كوب وجهة نظر أكثر دقة للصورة: "يبدو إن واين حاول تخفيف مظهر الملكة المتمثل في التقدم في السن، التوتر، والضغط [على الميدالية]، ولكن في القيام بذلك فقد بعض القوة والحيوية لروح الملكة التي لا تُقهر. مع ذلك، حتى مع عيوبها، فإن صورة واين تحافظ على جلالة حضور الملكة". و كتب ليونارد فورير، "لسوء الحظ، كان رأس الملكة فيكتوريا يفتقر إلى الكثير من الجدارة الفنية، لدرجة أنه تعرض لانتقادات شديدة من جميع الخبراء، ولم يحظ أبدًا بقبول الجمهور".
بالإضافة إلى حمل التاج، فإن رأس فيكتوريا يحمل حجاب الأرملة. وبعد وفاة ألبرت (1861) ظلت في حالة حداد، وكان الحجاب أسود اللون. ينزل الحجاب من قبعة الأرملة التي تلبس تحت التاج. لدى الملكة عقد من اللؤلؤ و يوجد قرط في أذنها المرئية. إنها ترتدي شريط، نجمة، سام الرباط، شارة، و سام تاج الهند؛ عُثر على الأحرف الأولى من اسم الفنان JEB على الجزء المقطوع من تمثال نصفي لها.

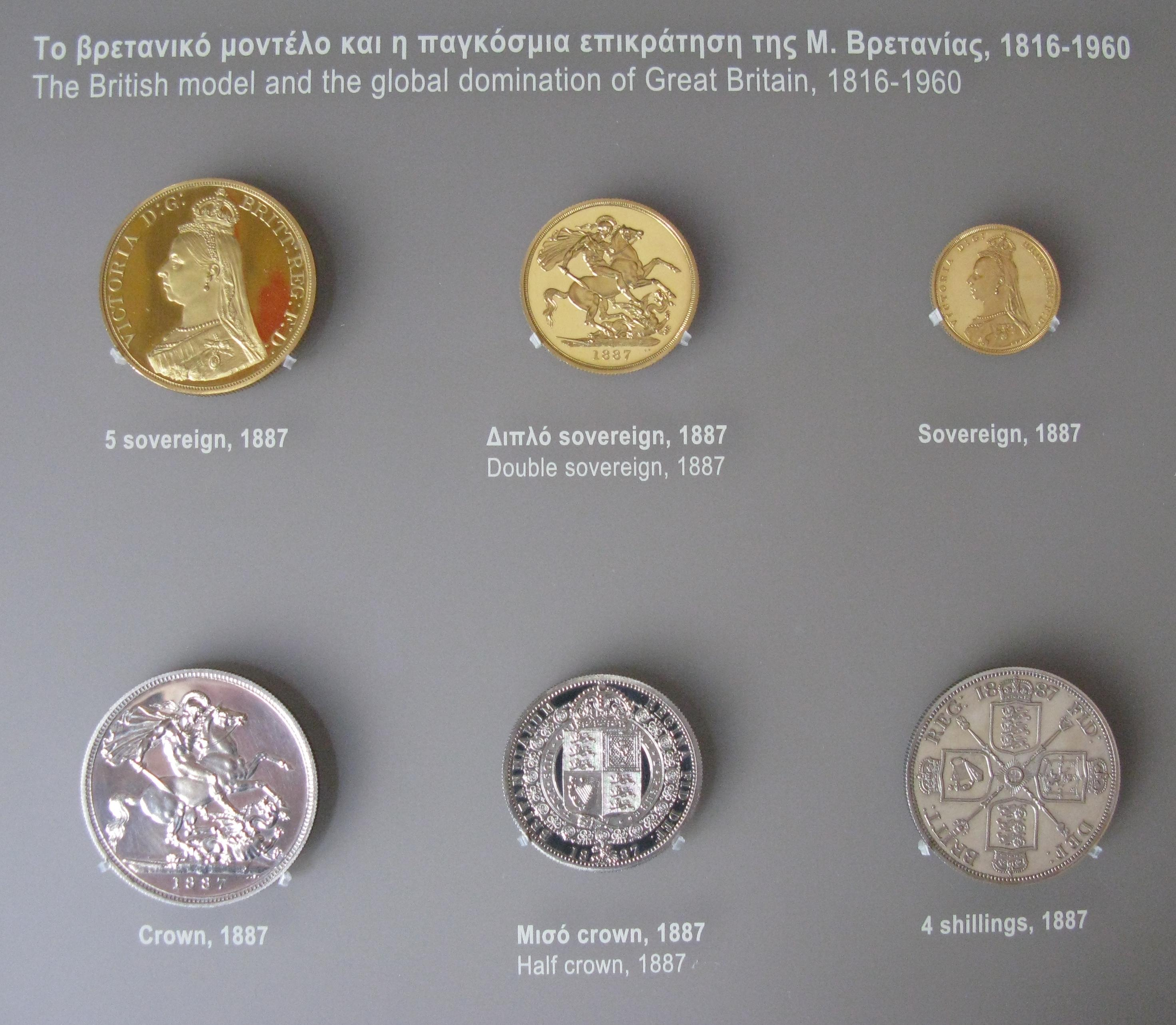
بعض عملات اليوبيل

بالنسبة للنسخ العكسية المختلفة، وفقًا لـ داير وجاسبار، "أعادت فريمانتل إحياء بعض من أفضل التصاميم الشعائرية من الماضي". لقد شعر إن التصميم العكسي الذي يحمل الاسم داخل إكليل الزهور كان "ضعيفًا"، وسعى إلى تصميمات فنية. اختار فريمانتل تصميمات تعود إلى فترة إعادة سك العُملة الكبرى في الفترة من 1816 إلى 1817 أو حتى إلى ما قبل ذلك، ونقشها واين. في عام 1873، بعد فترة وجيزة من توليه منصب نائب السيد، نجح فريمانتل في تأمين عودة تصميم بينيديتو بيستروتشي لعام 1817 للقديس جورج و التنين إلى الملك، لأول مرة منذ ما يقرب من نصف قرن. ظهر هذا التصميم على الجنيه الذهبي، الجنيه المزدوج، قطعة الخمسة جنيهات من عُملة اليوبيل، أيضًا على التاج الفضي، أو قطعة الخمسة شلنات. بدءًا من عُملة اليوبيل، رُممت ريشة العُملة وفقًا لتصميم بيستروتشي؛ فقد ظهرت في عُمله الأصلي، لكن حُذفت لاحقًا. إعطاء الستة بنسات، الشلن، الفلورين، نصف التاج، نصف السيادي، العملة المعدنية الجديدة، الفلورين المزدوج، أشكالًا مختلفة من شعارات النبالة للمملكة المتحدة. و ذلك في أشكال عديدة: فوفقًا للإعلان الذي جعلها سارية المفعول و الذي صدر في مايو 1887، كان نصف الملك يحمل "درعًا مزخرفًا يعلوه التاج الملكي" بينما كان نصف التاج "في درع عادي محاط برباط الساق، يحمل شعار "Honi soit qui mal y pense" و قلادة الرباط". كان التصميم الخلفي لنصف السيادي عبارة عن تعديل طفيف على تصميمات نصف السيادي الفيكتوري السابقة، لم يختلف درعه المتوج كثيرًا عن التصميمات المستخدمة منذ نشأة الفئة في عام 1817. كان كل من الوجه الخلفي للُعملات المعدنية من فئة الستة بنسات وما فوق يحمل تاريخ سكها، و لكن لم يكن أي منها يحمل بيانًا بالقيمة النقدية للعُملة المعدنية. كانت العُملة المعدنية من فئة الستة بنسات تحمل إكليلًا يحيط ببيان قيمتها منذ عام 1831، وكان أحد الأسباب وراء ذلك هو أنها كانت بنفس حجم نصف الجنيه الإسترليني، وكانت تُطلى أحيانًا بشكل احتيالي لتمريرها على أنها عملة من فئة الستة بنسات.
حملت عُملة الثلاثة بنسات الفضية، بالإضافة إلى عملة ماوندي (التي لم تظهر مع الوجه الجديد حتى عام 1888، حيث كانت عُملة ماوندي الملكية قد حدثت بالفعل قبل أن تصبح العُملات الجديدة جاهزة) تصميماتها القديمة (منذ عام 1822) لرقم متوج و مُكلَّل يشير إلى فئاتها، على الرغم من إجراء تغييرات على التاج، و حملت عُملة البنس ماوندي ذات البنسين نمطًا مختلفًا وهو الرقم 2. قام ليونارد واين بإجراء هذه التعديلات على تصميمات جان بابتيست ميرلين، ولا تزال تستخدم كتصميمات عكسية لعُملة ماوندي. لم يجرى أي تغيير على أي من جانبي العُملة البرونزية (البنسات و كسورها) حيث كان هناك فائض كبير من القطع البرونزية في ذلك الوقت. ومع ذلك، اعدت العُملات المعدنية من فئة البنس، نصف البنس، الفرثنج بتصميمات وجه مماثلة لتصميمات بوم. حملت عُملة اليوبيل أشكالًا مختصرة من الكلمات VICTORIA DEI GRATIA BRITANNIARUM REGINA FIDEI DEFENSOR (اللاتينية تعني "فيكتوريا بفضل الله ملكة الأراضي البريطانية، المدافعة عن الإيمان"). الشكل المختصر لـ Britanniarum قُدم كـ BRITT بدلا من واحد – وقد أشار جلادستون، وهو باحث كلاسيكي و سياسي، إلى أن اختصار الاسم اللاتيني الجمع يجب أن ينتهي بحرف ساكن مزدوج.

## الإفراج والجدل

### الإصدار الأولي

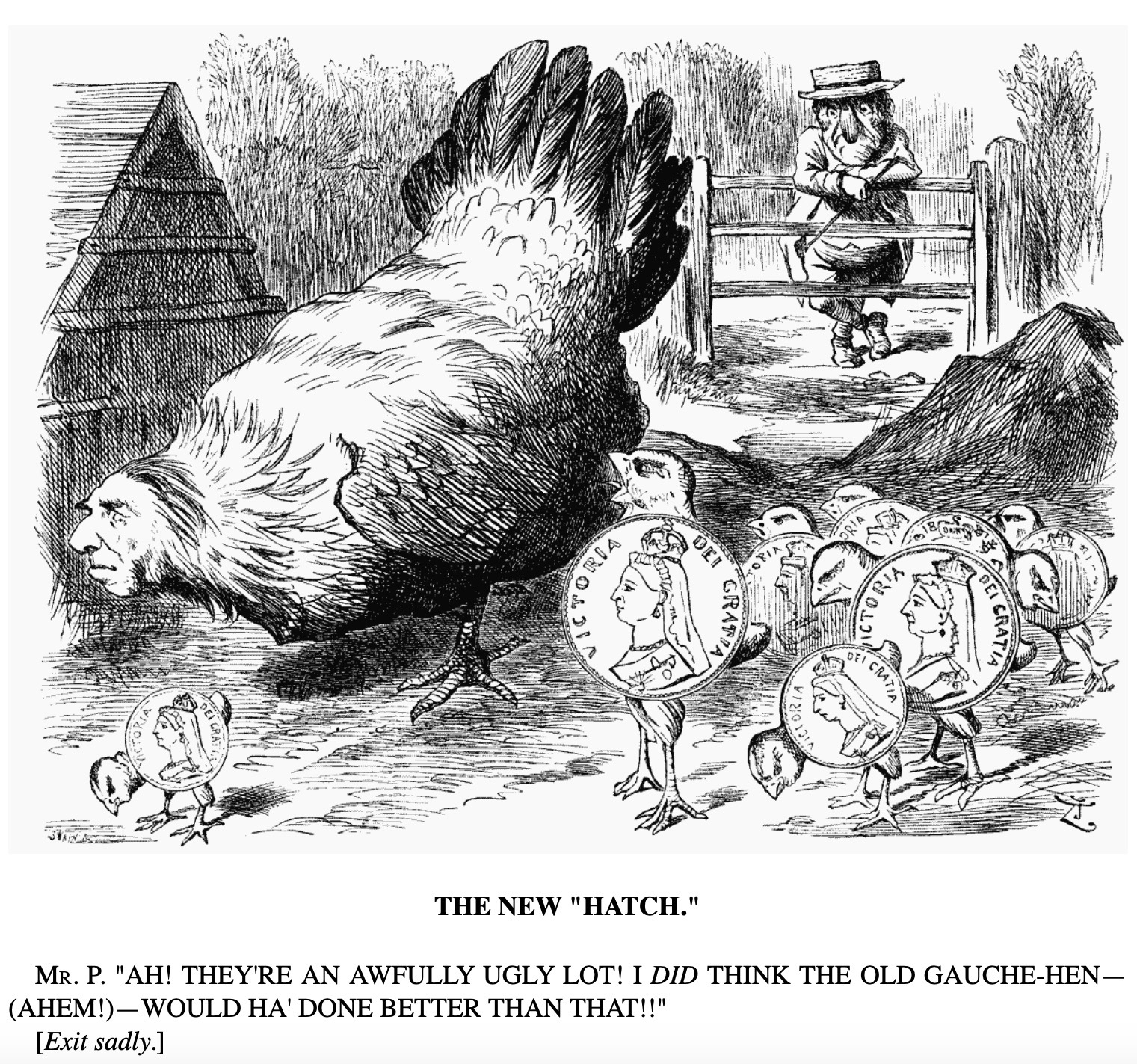
مجلة "بانش" تسخر من إصدار العملة المعدنية "اليوبيل"، بتاريخ 9 يوليو 1887. يشعر بانش بخيبة الأمل بسبب قبح نسل " جوش -هن" (جوشين).

في الثاني عشر من مايو/أيار 1887، أعلنت فريمانتل رسميًا أنه ستكون هناك تغييرات على العُملات الذهبية، والفضية، بما في ذلك إدخال فلورين مزدوج، وطُبع أمر مجلسي بهذا الشأن في جريدة لندن غازيت في السابع عشر من مايو. وفي وقت لاحق من ذلك الشهر، احتوى التقرير السنوي لنائب مدير دار سك العُملة على نقوش للإصدار الجديد؛ أعربت جريدة إيبسويتش جورنال في العاشر من يونيو/حزيران عن رأيها قائلة "أعتقد أنه عندما تداول، سيعترف الجمهور بأنها [العُملات المعدنية الجديدة] تقدم فني متميز على غالبية العُملات المستخدمة حاليًا". وفي اليوم نفسه، اشتكت صحيفة Church Times قائلة: "لا يمكننا أن نشارك في التصفيق الذي قُدم لجورج بيستروتشي، الذي احتفظ به للملك. ومن غير المرجح أن ينسى أي شخص يخرج لمحاربة التنانين ارتداء أي ملابس باستثناء خوذة، عباءة، و زوج من الأحذية".

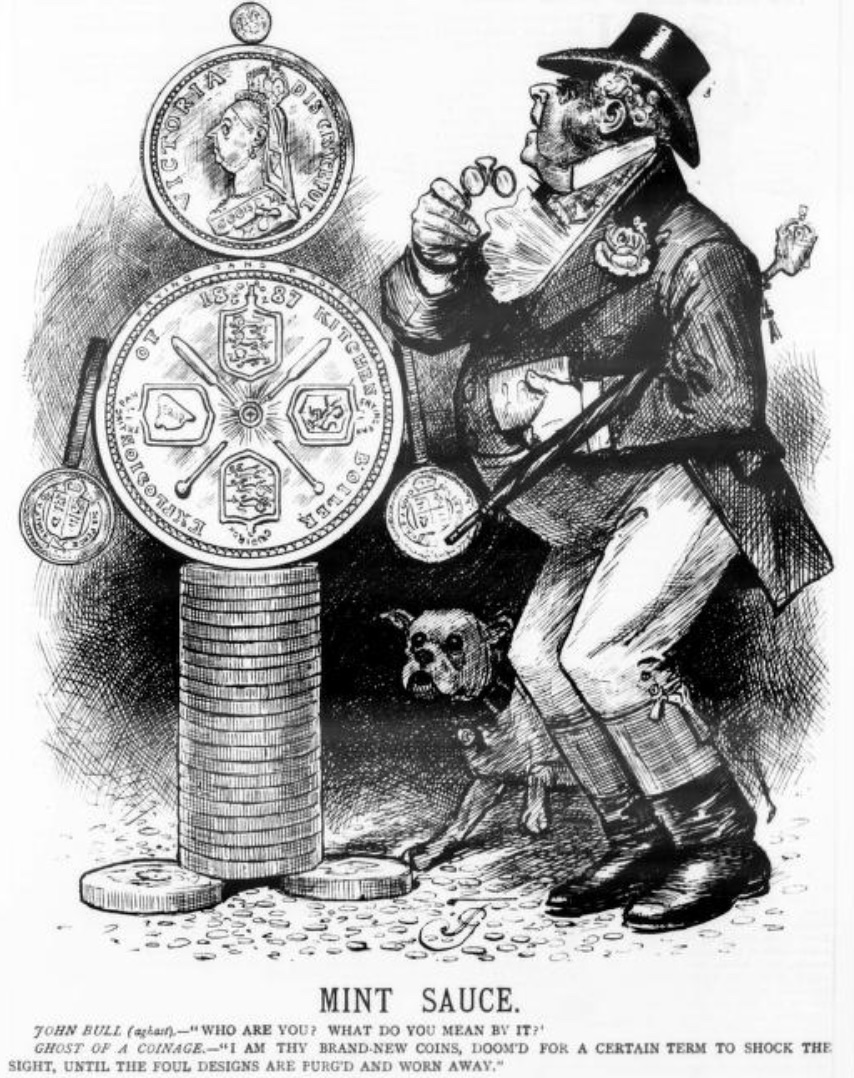
"فيكتوريا مخزية": مجلة "فن" تنتقد الفلورين أو الفلورين المزدوج، وتصفه بأنه "انفجار غلاية المطبخ"، المليئة بمقالي القلي.

حُدد تأريخ الإصدار الرسمي لعُملات اليوبيل في البداية في 21 يونيو، وهو التأريخ الذي كان من المقرر الاحتفال باليوبيل الذهبي للملكة. وبما أن هذا اليوم قد أُعلن عطلة مصرفية، فقد غُير تأريخ الإصدار إلى 20 يونيو، وهو التأريخ الذي كان من المقرر فيه نقل العُملات المعدنية من دار السك الملكية إلى بنك إنجلترا، حيث كانت تُستخدم هناك لتلبية الطلبات من بنوك لندن. لن تحصل البنوك الإقليمية على العُملات المعدنية الجديدة حتى الثاني و العشرين على الأقل. كانت كميات صغيرة متاحة في بنوك لندن يوم السبت 18 يونيو. تمكنت البنوك الأيرلندية في دبلن من توفير العُملات الفضية للجمهور في 20 يونيو، حيث جلبت الإمدادات من دار سك العُملة الملكية في اليوم الثامن عشر، على الرغم من أن صحيفة فريمانز جورنال في دبلن ذكرت أنه من غير المتوقع أن تكون العُملات الذهبية متاحة هناك حتى اليوم الثاني و العشرين. تعطلت جهود دار سك العملة الملكية لتوزيع العُملات المعدنية بسبب حادث وقع في العُملة الملكية، والتي أفسدت.
بمجرد إصدار العُملات المعدنية الجديدة، كان هناك رد فعل سلبي للغاية من قبل الجمهور و الصحافة. وفقا لداير و ستوكر:
عندما اندلعت عاصفة الإدانة، بدا فريمانتل مذهولاً حقًا من "التحول الحزين للأمور، الذي كان غير متوقع بالنسبة لي". كانت عاصفة كبيرة بالفعل: أسئلة في البرلمان، وانتقادات صريحة من جميع فئات الصحافة، ورسوم كاريكاتورية هزلية وشعر هجائي في مجلتي فن وبانش، وحتى بعض التعليقات غير الودية من جون إيفانز في خطابه الرئاسي أمام جمعية النماذج النقدية. كان يُنظر إلى العملة على أنها أسوأ ما يمكن؛ سيئة التنفيذ، وغير لائقة في الوجه الأمامي، وغير فعالة لعدم تحديد القيم على الوجه الخلفي.
كتبت صحيفة The Standard في 29 يونيو، "إن صورة الملكة ليست صورة سيئة، رغم أنها بالتأكيد ليست صورة مرضية أو مهيبة. أما بالنسبة للتاج و غطاء الرأس، فهما غير ضروريين تمامًا و تشويه واضح". ذكرت صحيفة Freeman's Journal، "أولئك الذين رأوا العُملات المعدنية الجديدة لم يتأثروا بها. إن تمثال الملكة مع التاج المتساقط من مؤخرة رأسها ليس مؤاتياً للاستحقاق الفني [...] لا تحمل العُملات الفضية الأصغر حجمًا أي سجل لقيمتها، و هو عيب آخر. من غير المرجح أن تثير العُملات المعدنية اليوبيلية قدرًا كبيرًا من الحماس". ذكرت صحيفة ويسترن ميل أوف كارديف أن "رأس الملكة على جميع العُملات المعدنية محل اعتراض أيضًا بشكل عام، حيث لا تتمتع جلالتها بأي من المظهر المهيب الذي اعتادت تقديمه في المناسبات الرسمية، كما أن التاج المصغر مثير للشفقة تقريبًا في صغره". كتبت صحيفة برمنجهام ديلي بوست في 24 يونيو:
أما بالنسبة للعُملات بشكل عام، فهي ضعيفة للغاية من حيث التصميم و ضعيفة في التنفيذ. لدينا العديد من الحرفيين في برمنغهام الذين كانوا سيشعرون بالخجل لو قاموا بإنتاجها؛ وإذا كانت دار السك لا تستطيع فعل أفضل من ذلك، فقد يُسمح لبعض من صانعي الميداليات لدينا بمحاولة أيديهم، مع النتيجة المؤكدة لاستعادة سمعة العملة الوطنية [...] إلا إذا جرى تغيير، فتغلف الستة بنسات بالذهب الكهربائي و بيعها كأثمان نصف سيادة بالجملة، لأنه لا يوجد فرق ملحوظ بين العملتين، لا من حيث الوزن ولا من حيث المظهر [...] لكن أسوأ شيء في العملة هو صورة الملكة؛ فهي ليست ذات قيمة كتمثيل دقيق لجلالتها، ولا لائقة إذا كان يُنظر إليها على أنها تمثال مثالي؛ بينما التاج الغريب الشكل، الذي يبدو وكأنه على وشك السقوط، يجعل الصورة تبدو سخيفة تمامًا.
انضم زملاء بوم من الفنانين إلى الجوقة. صرح إدوارد بوينتر، الذي افتتح معرضًا فنيًا في ساوث كنسينجتون في 28 يوليو، "لقد صُمم الرأس بواسطة السيد بوم، و مع مراعاة ضرورة إرضاء راعي مشهور، ربما دفع السيد بوم إلى قبول مثل هذه السخافات البنيوية مثل تاج اللعبة و الحجاب المستقيم، كان من الصعب تصديق أن نحاتًا من مكانته قد أخرج مثل هذا العمل السيئ تمامًا. لأن الرأس سيئ في كل مكان [...] بعض من الشعارات الجديدة هي أفقر الأشياء من النوع الذي لدينا على الإطلاق." انتقد لويس فورمان داي العُملات الجديدة في مجلة الفن، "يشعر النحاتون البريطانيون بالضيق عندما تقديم إنتاج، ربما باعتباره أفضل ما يمكننا تقديمه، عندما يعرفون هم أنفسهم إنه بعيد جدًا عن تمثيل معيار التصميم الوطني، و يزيد من حزنهم الاعتقاد بأن الفنان المفضل لا يحمل حتى اسمًا إنجليزيًا".
وصل هذا النقد إلى مجلس العموم، حيث أجاب جوشين على أسئلة حول العُملة الجديدة يومي 23 و 28 يونيو/حزيران. و قال المستشار لأعضاء البرلمان إن مسؤولي دار سك العُملة الملكية يفضلون التصميمات الفنية من العصور الماضية للعُملات المعدنية بدلاً من النص الذي يوضح قيمتها. ولكن الجمهور لم يخلط بين الفلورين و نصف التاج، كما لم يخلط بين الفلورين المزدوج و التاج. وتساءل عضو البرلمان المحافظ لويس هنري إسحاقس عما إذا كان من الممكن استدعاء العُملات المعدنية و تصميم تصاميم أكثر ملاءمة. رد جوشين بأن الطلب العام على العُملات المعدنية الجديدة كان كبيرًا لدرجة أنه دُفعت علاوة على قطعة الخمسة جنيهات و أن تصوير الملكة كان مشابهًا لتصويرات أخرى مُعتمدة لها.

### استمرار التداول
لم تُداول القطع النقدية التي يبلغ وزنها خمسة جنيهات وجنيهين على نطاق واسع، والاحتفاظ بها في المقام الأول كتذكارات. مع ذلك، كانت هذه هي المرة الأولى التي تُضرب فيها دار السك الملكية قطعة نقدية تزن خمسة جنيهات إسترلينية متاحة للتداول العام، وكانت الإصدارات السابقة عبارة عن عُملات معدنية تجريبية أو قطع منقوشة. بعد وقت قصير من إصدار العُملات المعدنية الجديدة، كانت هناك صرخة استنكار لأن العُملة الجديدة من فئة الستة بنسات كانت مُتطابقة في الحجم و مماثلة في التصميم لنصف الجنيه، كانت مذهبة بحيث يمكن تمريرها على إنها عُملة واحدة. على الرغم من أن الشلن كان مماثلاً في الحجم للجنيه، وكان قد فقد بيان فئته في إعادة التصميم، إلا أنه لم يكن مطليًا بالذهب في كثير من الأحيان حيث لم يكن وجها العملتين متشابهين. أشار عدد يوليو 1887 من مجلة Numismatic إلى إن إنتاج العُملة المعدنية الجديدة من فئة الستة بنسات توقف في انتظار التحقيقات. قبل نهاية العام، استأنفت دار السك الملكية إنتاج التصميم السابق للعُملة فئة ستة بنسات، مع إكليل متوج يحيط بكلمات SIX PENCE، على الرغم من إقرانه بوجه رأس اليوبيل من تصميم بوم. يختلف تصميم العُملة المعدنية الجديدة ذات الستة بنسات قليلاً عن التصميم السابق، حيث اعيد تصميم التاج و إجراء تغييرات أخرى. وقد اقرت بموجب إعلان مؤرخ 28 نوفمبر/تشرين الثاني 1887.

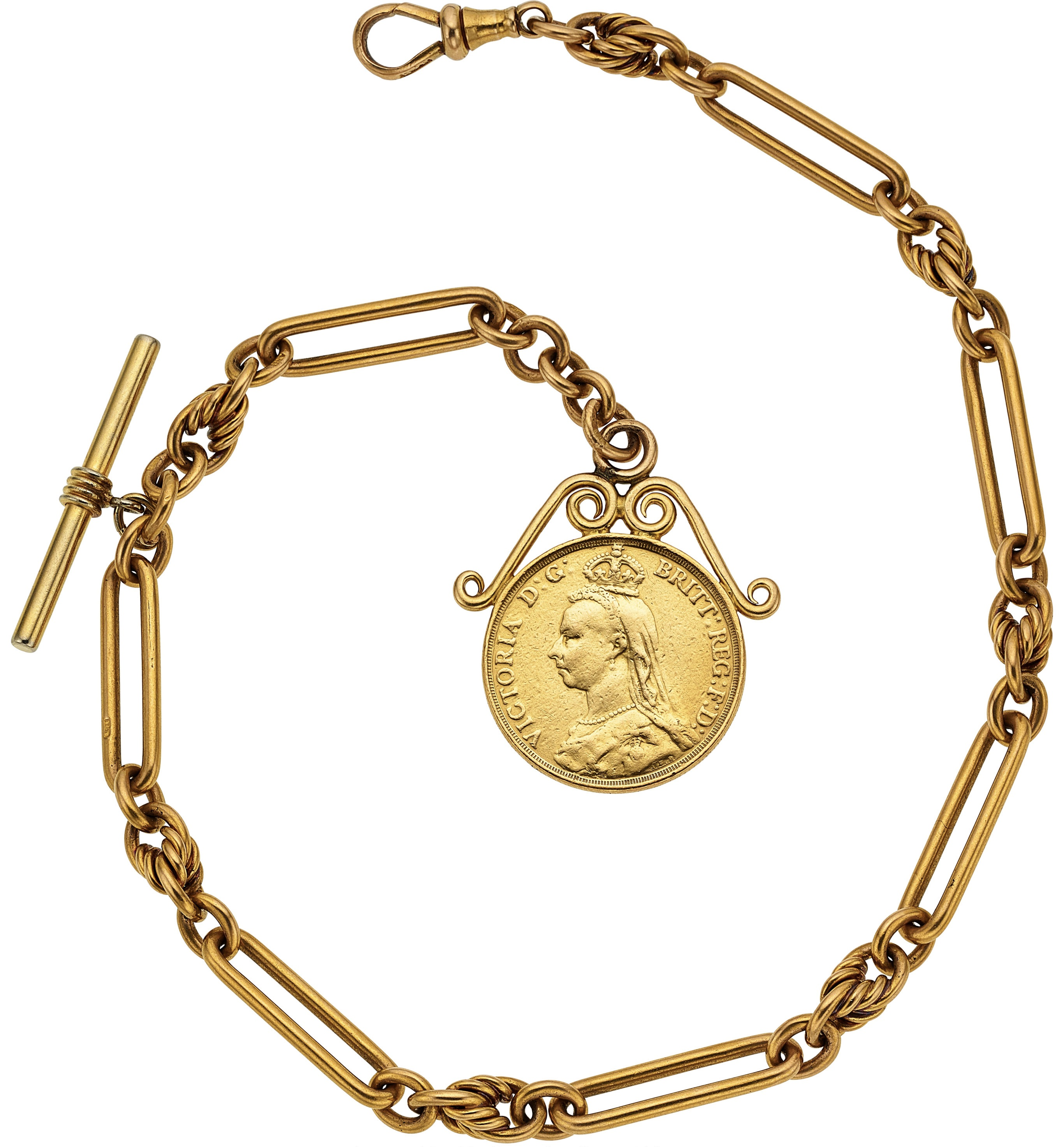
عملة سيادية من عام 1887 تستخدم في سلسلة الساعات

بحلول شهر سبتمبر/أيلول، أفادت صحيفة "ذا جرافيك" بأن العُملات المعدنية الجديدة أصبحت نادرة التداول، وكان هناك حديث عن إرسال العديد منها إلى المستعمرات. العُملة المعدنية من فئة الستة بنسات التي سُحبت تحمل علاوة، كما كانت العُملة المعدنية من فئة الخمسة جنيهات، وطلاء بعض التيجان بالذهب لتمريرها على أنها عُملة من فئة الخمسة جنيهات. في السابع عشر من سبتمبر/أيلول، أفاد مراسل صحيفة شيفيلد إندبندنت' لندن أن العُملات المعدنية الستة المسحوبة كانت تُعادل نصف كراون لكل منها، و أنه بالإضافة إلى كميات العُملات المعدنية المرسلة إلى المستعمرات، فقد استوعب صائغو المجوهرات كميات كبيرة منها، و وضعوها في الحلي، و كذلك من قبل زوار لندن الباحثين عن هدايا تذكارية من اليوبيل، وخاصة الأميركيين.
في مايو 1888، أفاد فريمانتل أنه على الرغم من "استقبال إصدار العُملات المعدنية الجديدة ببعض الانتقادات السلبية"، كان هناك طلب كبير عليها – أعلى بكثير مما هو مطلوب للتداول، مما أدى إلى إصدار أكبر عدد من العُملات الفضية في عدة سنوات. وباستثناء العُملة المعدنية ذات الستة بنسات، لم تكن أي تحركات فورية لاستبدال عُملة اليوبيل؛ أوضح عالم العُملات جيفري إل. لانت أن "عملة اليوبيل كانت تحظى بشعبية بين عامة الناس على الرغم من الانتقادات الموجهة إليها. فقد شكلت في البداية أفضل شكل من أشكال تذكار اليوبيل". و أشار إلى أن دار السك الملكية باعت 1881 مجموعة من عُملات اليوبيل لعام 1887 بسعر 11 جنيهًا إسترلينيًا (11 جنيهًا إسترلينيًا و 11 شلنًا، أي أحد عشر جنيهًا إسترلينيًا و أحد عشر شلنًا أو 11.55 جنيهًا إسترلينيًا في الحساب العشري)، أي أعلى بنحو 25 في المائة من القيمة الاسمية، و كان الطلب على المجموعات و على ميدالية اليوبيل التي تحمل تمثالًا نصفيًا مشابهًا لفيكتوريا من تصميم بوم كبيرًا لدرجة أن العمل لم يكتمل حتى نهاية عام 1888. كانت دار سك العُملة الملكية منشغلة للغاية بضرب عُملات اليوبيل لدرجة أنها طلبت أموالاً إضافية لتغطية تكاليف العمالة. جعلت هذه العوامل من السهل على دار السك الملكية الانتظار حتى مرور بعض الوقت بعد اليوبيل للنظر في استبدال العُملة. كتب جوشين إلى بونسونبي في سبتمبر 1889، "نظرًا لأن المناقشة العامة حول عُملة اليوبيل قد هدأت، و بدا أن الجمهور قد اعتاد على العُملة الجديدة، فقد اعتقدت أنه ربما يكون من الأفضل ترك الأمر لبعض الوقت."

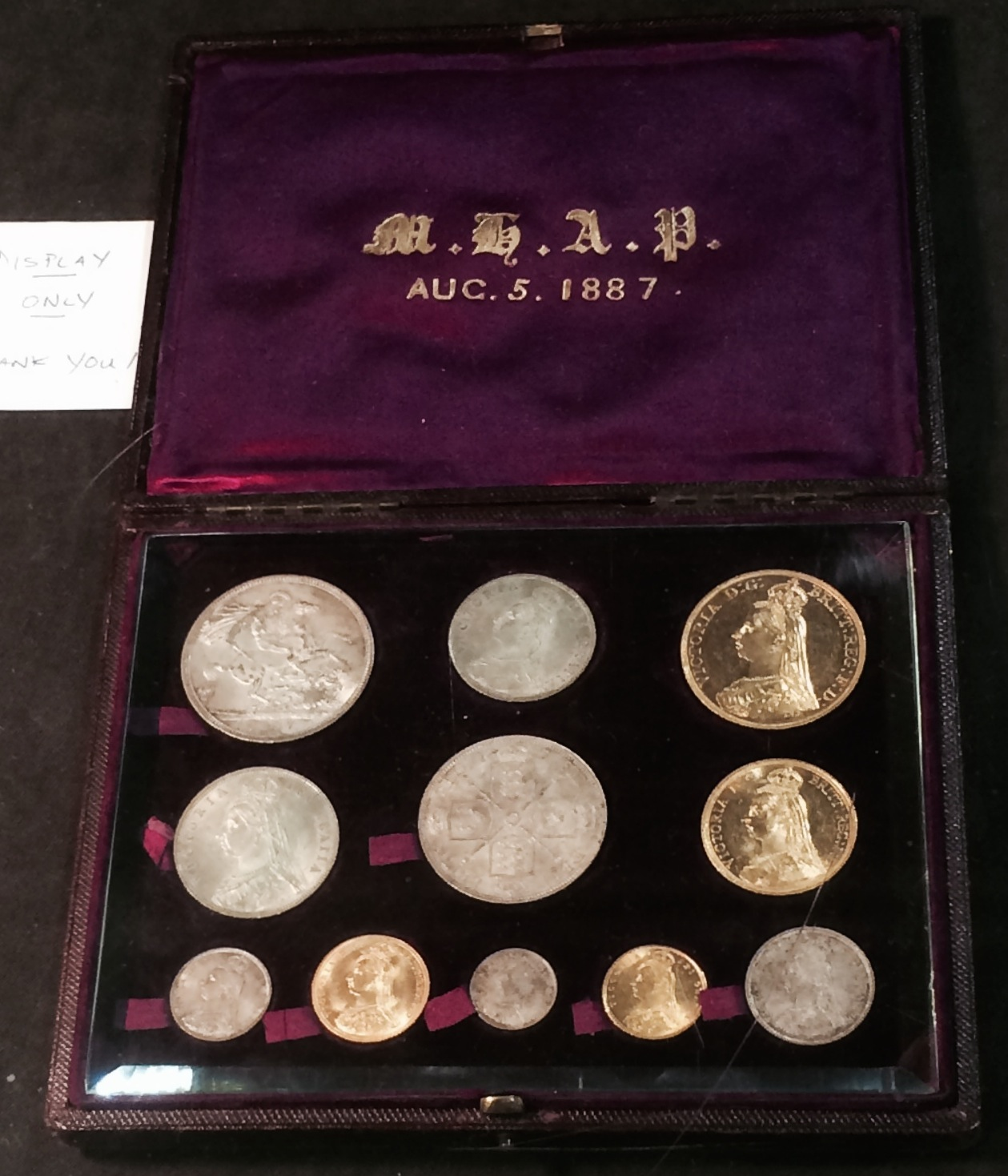
مجموعة نسخ من عملة اليوبيل لعام 1887

لم تُسك قطعة نقدية من فئة الأربعة بنسات للتداول في بريطانيا منذ عام 1855. كانت العُملات المعدنية من فئة الثلاثة بنسات مكروهة لأنها كانت بنفس القطر (رغم أنها كانت أكثر سمكًا إلى حد ما) من العُملات المعدنية من فئة الثلاثة بنسات، واحتفظت ببعض الشعبية في اسكتلندا، وتداولت في غيانا البريطانية كمعادل لربع جيلدر. صدرت طبعة من حبوب الشعير في عام 1888، وهي آخر طبعة من هذه السلسلة. على الرغم من كونها عُملة صالحة في المملكة المتحدة، إلا إنها كانت مخصصة لغويانا البريطانية، و كانت تحمل رأس بوم اليوبيل على الوجه، مع استخدام ويليام واين على الوجه الخلفي منذ الإصدار الأولي للعُملة في عام 1836.
اغتنمت فيكتوريا الفرصة، عند فحص التغييرات المقترحة على الشلن في يونيو 1888، للضغط على جوشين لإدراج لقبها كإمبراطورة للهند (INDIAE IMPERATRIX، و المختصرة بـ IND. IMP. على العُملة). وبما أن القانون الذي يسمح لفيكتوريا بتولي اللقب الهندي كان يحظر استخدامه في المملكة المتحدة، لم يتخذ جوشين أي إجراء بشأن الطلب، لكن فيكتوريا حصلت على ما تريد بإصدار العُملات المعدنية التالية، وظَهرت لأول مرة في عام 1893، حيث حكم مجلس الوزراء في عام 1891 بأن الاختصار يمكن أن يظهر كعُملات معدنية بريطانية متداولة أيضًا في المستعمرات.
في عام 1889، غُير جانبي الشلن قليلاً، حيث وافقت الملكة على نسخة أكبر من تمثال فيكتوريا الذي رسمه بوم، وجرت تغييرات طفيفة على الجانب الخلفي. ومع ذلك، كتبت فيكتوريا في سبتمبر/أيلول 1889، "إن الملكة تكره العُملة الجديدة بشدة، وتتمنى أن يظل من الممكن استخدام العُملة القديمة والتخلص من العُملة الجديدة تدريجيًا، ثم ضرب عُملة جديدة". في الرد وعد جوشين بالتشاور مع سلطات دار سك العُملة الملكية بشأن الخيارات الممكنة.

## الاستبدال ونهاية السلسلة
كانت الفلورين المزدوجة مثيرة للجدل، تساءل البعض عن الحاجة إلى مِثل هذهِ القطعة أو اشتكوا مِن إنها قريبة جدًا في الحجم من العُملة التاجية. و أدت الحكايات عن الخسائر التي تكبدها أصحاب الحانات و مساعدتهم، الذين قبلوا الفلورين المزدوج تحت سوء الفهم بأنه قطعة من فئة خمسة شلنات، إلى تسميتها بـ"خراب النادلة". حاولت الحكومة زيادة تداولها من خلال تضمينها في رواتب عمالها، لكن سكها توقف، كما ثبت بشكل دائم، في أغسطس 1890.

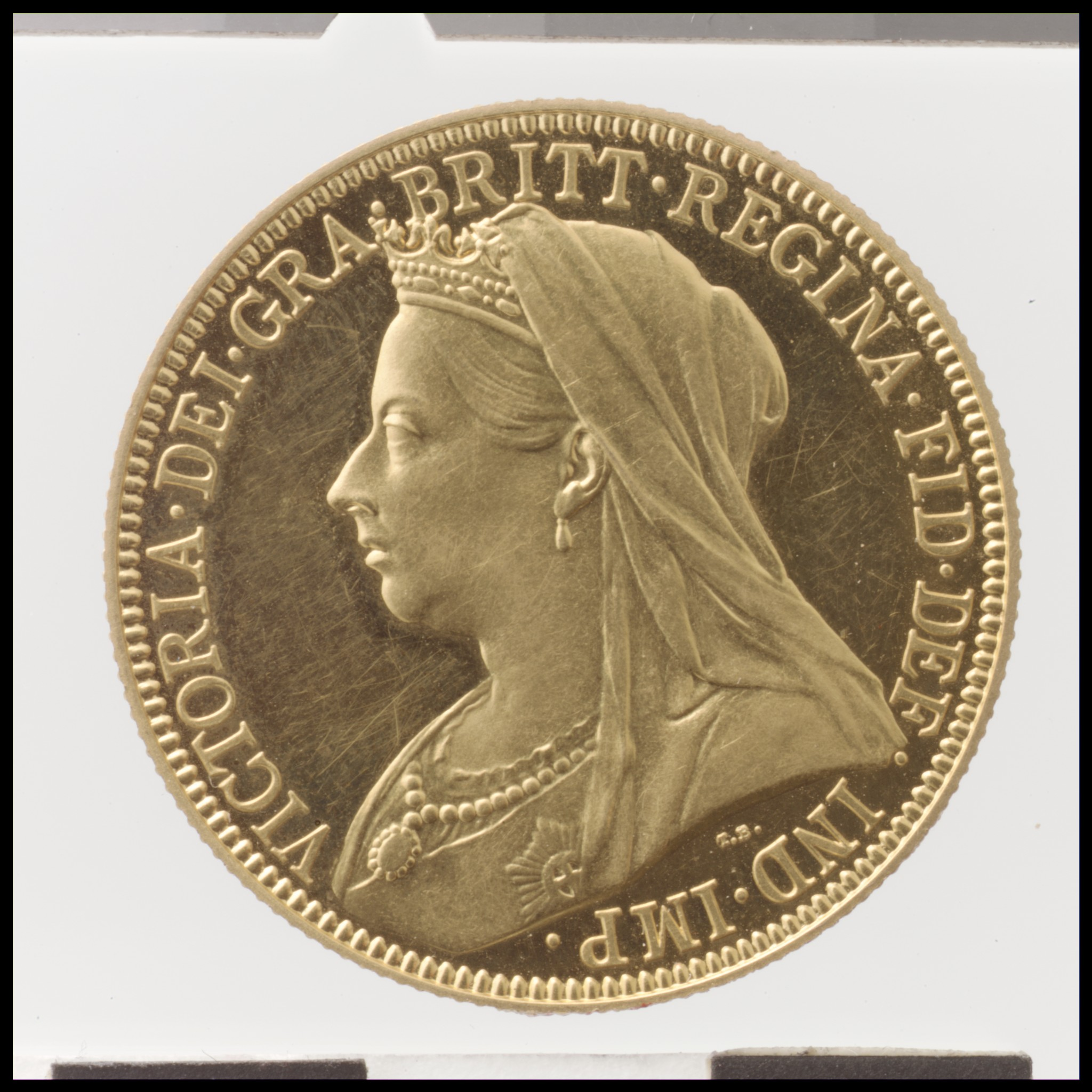
حل "الرأس القديم" لمدينة فيكتوريا الذي صممه السير توماس بروك محل رأس اليوبيل الذي صممه بوم (يظهر السيادي المزدوج).

أدى وفاة بوم في ديسمبر/كانون الأول 1890 إلى منح دار سك العُملة الملكية الحرية في النظر في التصاميم البديلة دون القلق بشأن حزن النحات المفضل للملكة، و في فبراير 1891، عين جوشين لجنة لتصميم العُملات المعدنية برئاسة السير جون لوبوك، بما في ذلك فريمانتل وبعض الشخصيات البارزة مثل السير فريدريك ليجتون، رئيس الأكاديمية الملكية. كانت مهمة اللجنة "فحص التصاميم على العُملات المعدنية المختلفة التي طُرحت للتداول في عام 1887، و التحسينات التي اقترحت على تلك التصاميم منذ ذلك الحين، و تقديم التوصيات بشأن هذا الموضوع كما قد يبدو مرغوبًا، و الإبلاغ عن العُملات المعدنية، إن وجدت، التي يجب أن يكون لها قيم مكتوبة عليها بالكلمات والأرقام". في اجتماعها الأول، في 12 فبراير/شباط 1891، أوصت اللجنة بعدم ضرب الفلورين المزدوج مرة أخرى، و هو الأمر الذي أكده جروشن في البرلمان في 25 مايو/أيار.
قد أقيمت مسابقة، طلب من عدد من النحاتين المدعوين تقديم نسختين من الوجه الجديد المقترح للعُملة بحلول 31 أكتوبر/تشرين الأول. اختير تصميم الوجه من قِبل السير توماس بروك يصور فيكتوريا و هي ترتدي تاجًا و حجابًا. قررت اللجنة الاحتفاظ بتصميم بيستروتشي الذي يمثل جورج و التنين على العُملات المعدنية التي ظهرت عليها، بالإضافة إلى توسيعه ليشمل نصف السيول. حُددت التصميمات العكسية، بعضها بواسطة بروك و بعضها بواسطة بوينتر، للعُملات المعدنية الأخرى التي تبلغ قيمتها ستة بنسات وما فوق، و أوصت اللجنة بظهور القيمة على جميع العُملات المعدنية من الثلاثة بنسات إلى نصف التاج. في 30 يناير 1893، صدر إعلان ملكي بشأن العُملات المعدنية الجديدة، و لاقت العُملات المعدنية الجديدة ردود فعل إيجابية. سُكت حوالي 1893 جنيهًا إسترلينيًا بتصميم بوم في دور سك العُملات الفرعية الأسترالية، و سُكت نصف جنيهات إسترلينية من هذا النوع في لندن و أستراليا. من العُملات الفضية، سُكت حوالي ستة بنسات و ثلاثة بنسات من عام 1893 مع وجه بوم في لندن، و لكن بخلاف ذلك، كانت عُملة اليوبيل قد انتهت.

## عملات رأس اليوبيل
| Denomination              | Obverse | Reverse | Reverse designer and first year used on denomination                            | Years struck with Jubilee obverse and most recent later usage of reverse on this denomination                  |
| ------------------------- | ------- | ------- | ------------------------------------------------------------------------------- | --- |
| Five-pound piece          |         |         | Benedetto Pistrucci (1887)                                                      | 1887 (London and Sydney mints). Reverse most recently used in 2024.                                            |
| Double sovereign          |         |         | Benedetto Pistrucci (1823)                                                      | 1887 (London and Sydney mints). Reverse most recently used in 2025                                             |
| Sovereign                 |         |         | Benedetto Pistrucci (1817, major modification in 1821)                          | 1887–1892 (London Mint) 1887–1893 (Melbourne Mint) 1887–1893 (Sydney Mint) Reverse most recently used in 2025. |
| Half sovereign            |         |         | Leonard Charles Wyon (1887 modification of 1838 design by Jean Baptiste Merlen) | 1887, 1890–1893 (London Mint) 1887, 1893 (Melbourne Mint) 1887, 1889, 1891 (Sydney Mint)                       |
| Crown                     |         |         | Benedetto Pistrucci (1818, major modification in 1821)                          | 1887–1892. Reverse most recently used in 1951.                                                                 |
| Double florin             |         |         | Leonard Charles Wyon (1887)                                                     | 1887–1890 |
| Half crown                |         |         | Leonard Charles Wyon (1887)                                                     | 1887–1892 |
| Florin                    |         |         | Leonard Charles Wyon (1887)                                                     | 1887–1892 |
| Shilling                  |         |         | Leonard Charles Wyon (1887)                                                     | 1887–1892 |
| Sixpence (withdrawn type) |         |         | Leonard Charles Wyon (1887)                                                     | 1887 |
| Sixpence                  |         |         | Leonard Charles Wyon (1887 modification of 1831 design by Jean Baptiste Merlen) | 1887–1893. Reverse last used in 1910.                                                                          |
| Groat (fourpence)         |         |         | William Wyon (1836)                                                             | 1888 |
| Threepence                |         |         | Jean Baptiste Merlen (1822). Crown redesigned 1887 by Leonard Charles Wyon      | 1887–1893. Reverse last used in 1926.                                                                          |
| Maundy coinage            |         |         | Jean Baptiste Merlen (1822). Crown redesigned 1888 by Leonard Charles Wyon.     | 1888–1892. Reverse remains in use as of 2023.                                                                  |

## فهرس
- Celtel، André؛ Gullbekk، Svein H. (2006). The Sovereign and its Golden Antecedents. Oslo, Norway: Monetarius. ISBN:978-82-996755-6-7.
- Clancy، Kevin (2017) [2015]. A History of the Sovereign: Chief Coin of the World (ط. second). Llantrisant, Wales: Royal Mint Museum. ISBN:978-1-869917-00-5.
- Cobb، Lawrence W. (فبراير 1985). "The Veiled Queen". The Numismatist: 255–259.
- Craig، John (2010) [1953]. The Mint (ط. paperback). Cambridge, United Kingdom: Cambridge University Press. ISBN:978-0-521-17077-2.
- Day، Lewis F. (1887). "New Coins for Old". The Magazine of Art: 416–420. مؤرشف من الأصل في 2025-01-26.
- Dyer، G. P. (1995). "Gold, Silver and the Double Florin" (PDF). British Numismatic Journal. ج. 64: 114–125. مؤرشف من الأصل (PDF) في 2024-02-25.
- Dyer، G. P.؛ Gaspar، P. P. (1992). "Reform, the New Technology and Tower Hill". في Challis، C. E. (المحرر). A New History of the Royal Mint. Cambridge, United Kingdom: Cambridge University Press. ص. 398–606. ISBN:978-0-521-24026-0.
- Dyer، G. P.؛ Stocker، Mark (1984). "Edgar Boehm and the Jubilee Coinage" (PDF). British Numismatic Journal. ج. 54: 274–288. مؤرشف من الأصل (PDF) في 2023-01-12.
- Forrer، Leonard (1904). Biographical Dictionary of Medallists: Coin, Gem, and Seal-engravers, Mint-Masters, &c., Ancient and Modern, with References to Their Works B. C. 500-A. D. 1900. Spink & Son ltd., London. ج. 1. ص. 258. مؤرشف من الأصل في 2024-07-26.
- Lant، Jeffrey L. (1973). "The Jubilee Coinage of 1887" (PDF). British Numismatic Journal. ج. 43: 132–141. مؤرشف من الأصل (PDF) في 2024-03-31.
- Linecar، Howard W.A. (1977). British Coin Designs and Designers. London: G. Bell & Sons Ltd. ISBN:978-0-7135-1931-0.
- Lobel، Richard، المحرر (1999) [1995]. Coincraft's Standard Catalogue English & UK Coins 1066 to Date (ط. 5th). London: Standard Catalogue Publishers Ltd. ISBN:978-0-9526228-8-8.
- Peck، C. Wilson (1960). English Copper, Tin and Bronze Coins in the British Museum 1558–1958. London: Trustees of the British Museum. OCLC:906173180.
- Robinson، Brian (1992). Silver Pennies & Linen Towels: The Story of the Royal Maundy. London: Spink & Sons Ltd. ISBN:978-0-907605-35-5.
- Seaby، Peter (1985). The Story of British Coinage. London: B. A. Seaby Ltd. ISBN:978-0-900652-74-5.
- Skillern، Stephen (أكتوبر 2013). "The coinage of Edward VII, Part I". Coin News: 31–33.
- Stocker، Mark. (1996). "The Coinage of 1893" (PDF). British Numismatic Journal. ج. 66: 67–86. مؤرشف من الأصل (PDF) في 2024-04-01.

قالب:British coinage
1. ↑  The Coinage Act 1870 made the Chancellor of the Exchequer the Master of the Mint ex officio, with the deputy master the actual head. See Seaby، صفحة 156